# Luiza Saidiyeva
Luiza Saidieva, più spesso traslitterato come Luiza Saidiyeva (in kazako Луиза Сайдиева?; Şımkent, 17 marzo 1994), è un'arciera kazaka.
Ha rappresentato il Kazakistan ai giochi olimpici di Rio de Janeiro 2016, a due edizioni dei campionati mondiali, a due edizioni dei Giochi asiatici e a quattro dei campionati asiatici di tiro con l'arco.

## Biografia

### Olimpiadi
La Saidiyeva ha fatto parte della delegazione kazaka ai giochi di Rio de Janeiro 2016.
Si era qualificata nell'individuale femminile grazie al risultato ottenuto ai campionati asiatici 2015.
Nel round di qualificazione è giunta al 36º posto, con 625 punti. Al primo turno ha affrontato l'ucraina Anastasia Pavlova, dalla quale venne sconfitta per 6-0.

### Campionati mondiali
Ha preso parte a due edizioni dei campionati mondiali di tiro con l'arco, nel 2013 in Turchia e nel 2015 in Danimarca.
A Belek, nel concorso individuale fu 80ª nel turno di qualificazione, qualificandosi per la fase ad eliminazione diretta dove ebbe la meglio sulla polacca Karina Lipiarska al primo turno, ma venne sconfitta al secondo dalla venezuelana Mayra Mendez. Nel concorso a squadre le kazake si qualificarono al venticinquesimo posto e non raggiunsero la fase a eliminazione diretta.
Due anni dopo, a Copenaghen ha gareggiato nelle stesse due competizioni: nell'individuale femminile si è classificata 86ª nel round di qualificazione, venendo poi battuta 7-3 al primo turno dall'arciera tedesca Elena Richter; nella gara a squadre femminile le kazake furono invece trentaduesime su 43 squadre partecipanti, non accedendo alla fase ad eliminazione diretta.

### Giochi asiatici
La Saidiyeva ha preso parte al torneo di tiro con l'arco dei XVII Giochi asiatici disputati ad Incheon nel 2014. Il 22º posto nel turno di qualificazione le valse l'accesso alla fase ad eliminazione diretta. Al primo turno sconfisse Bishindee Urantungalang, ma al turno successivo venne battuta dalla sudcoreana Chang Hye-jin che ebbe la meglio per 7-1.
Quattro anni più tardi a Giacarta, giunse ventiduesima nelle qualificazioni, ebbe un bye al primo turno, venendo tuttavia sconfitta al secondo dalla vietnamita Nguyen Thi Phuong. 
Prese parte anche alla gara a squadre femminile: le kazake furono seste nelle qualificazioni, batterono la Malesia al primo turno, ma furono eliminate dalla Cina ai quarti di finale.

### Campionati asiatici
Ha partecipato a quattro edizioni dei campionati continentali (2011, 2013, 2015 e 2017). Nell'individuale il miglior risultato furono gli ottavi di finale raggiunti nel 2015 mentre nella gara a squadre femminile (disputata in tutte le edizioni tranne quella del 2011) la nazionale kazaka fu sempre eliminata ai quarti; nell'unica occasione in cui ha preso parte alla gara a squadre miste, nel 2015, in coppia con Sultan Duzelbayev, i kazaki si fermarono ai quarti.